# Ferchestina storozhenkoi
Ferchestina storozhenkoi is een spinnensoort in de taxonomische indeling van de Dwergcelspinnen (Oonopidae).
Het dier behoort tot het geslacht Ferchestina. De wetenschappelijke naam van de soort werd voor het eerst geldig gepubliceerd in 2004 door Michael Saaristo & Marusik.